# Garaeus pyrsa
Garaeus pyrsa är en fjärilsart som beskrevs av Louis Beethoven Prout 1925. Garaeus pyrsa ingår i släktet Garaeus och familjen mätare. Inga underarter finns listade i Catalogue of Life.